# Dipartimento di La Capital (Santa Fe)
La Capital è un dipartimento argentino, situato nella parte centro-orientale della provincia di Santa Fe, con capoluogo Santa Fe, che è anche capitale della provincia.
Esso confina a nord con il dipartimento di San Justo, a est con quello di Garay e con la provincia di Entre Ríos, a sud con il dipartimento di San Jerónimo e a ovest con quello di Las Colonias.
Secondo il censimento del 2001, su un territorio di 3.055 km², la popolazione ammontava a 630.538 abitanti, con un aumento demografico del 10,75% rispetto al censimento del 1991.
Il dipartimento è suddiviso in 15 distretti (distritos), con questi municipi (municipios) o comuni (comunas):
- Arroyo Aguiar
- Arroyo Leyes
- Cabal
- Campo Andino
- Candioti
- Emilia
- Laguna Paiva
- Llambi Campbell
- Monte Vera
- Nelson
- Recreo
- San José del Rincón
- Santa Fe
- Santo Tomé
- Sauce Viejo